# Comarca de Meira
La Comarca de Meira és una comarca de Galícia situada al centre de la província de Lugo. Limita amb A Mariña Central i A Mariña Oriental al nord, amb la comarca d'A Fonsagrada a l'est, i amb la Terra Chá i la comarca de Lugo a l'oest. En formen part els municipis de:
- Meira
- Pol
- Ribeira de Piquín
- Riotorto